# Дубров, Вадим Эрикович
Дубров Вадим Эрикович (родился 15 ноября 1959) — профессор, доктор медицинских наук, главный травматолог Москвы.

## Биография
Вадим Эрикович Дубров из семьи врача (врач в четвёртом поколении) и музыканта. Отец — академик Эрик Яковлевич Дубров, мать — Дуброва Гелля Александровна — скрипачка. Окончил химико-математическую школу в Москве. Окончил Медицинский университет имени Н. И. Пирогова (1984). Обучался в клинической ординатуре на кафедре травматологии, ортопедии и военно-полевой хирургии 2 МОЛГМИ им. Н.И. Пирогова (1984—1986). Работал в травматологическом отделении Городской клинической больницы № 1. Прошёл годичную клиническую стажировку в Праге (1987). Защитил кандидатскую диссертацию на тему «Диагностика и выбор лечебной тактики при вне- и внутрибрюшных кровотечениях у больных с повреждениями таза» (1990). В течение трёх лет (1990—1992) прошёл клинические стажировки в Йельском университете и клиниках Базеля.
Защитил докторскую диссертацию на тему «Хирургическая коррекция крестообразных и коллатеральных связок коленного сустава в остром периоде травмы (клинико-экспериментальное исследование» (2003).
В течение многих лет, являясь сотрудником кафедры травматологии, ортопедии и военно-полевой хирургии РГМУ и занимаясь вопросами хирургии сочетанной травмы, неоднократно выезжал в зоны чрезвычайных ситуаций и локальных военных конфликтов. Этот опыт позволил ему в 2001 г. перейти в МГМСУ им. Евдокимова в качестве профессора кафедры медицины катастроф. С января 2005 работал в Московском Университете профессором кафедры экологической и экстремальной медицины; с 2009 года стал работать заведующим кафедрой.
Неоднократно принимал участие в ликвидации последствий чрезвычайных ситуаций в РФ и за её пределами (землетрясения в Исламской Республике Иран, Республике Индонезия, Пакистане, КНР, Республике Гаити, Ливии, ликвидация последствий цунами в Республике Шри-Ланка). За участие в антитеррористической операции в г. Беслане в 2004 г. и операции по принуждению к миру в г. Цхинвале (Южная Осетия) в 2008 г. был награждён правительственными наградами, за участие в разрешении трансграничных чрезвычайных ситуации дважды награждён медалями ООН «За участие в гуманитарных операциях». В 2018 году президент РФ Путин В.В. присвоил Дуброву звание заслуженного врача России. Дубров Вадим Эрикович – лауреат премии Мюллера Европейского общества ESSKA и медали Н.Н.Приорова.
Область научных интересов: механизмы травматической болезни и разработка новых методов хирургического лечения пострадавших с тяжёлыми сочетанными и множественными повреждениями, шокожировая эмболия.
Дубров является автором более 170 научных работ, в том числе 20 книг по травматологии и ортопедии, 21 патента. Основная тематика его научной деятельности связана с лечением сочетанных повреждений, возникающих в мирное время или при чрезвычайных ситуациях, математическим моделированием процессов репарации и деформации сложно структурированной соединительной ткани, артроскопической хирургией. Является членом экспертного совета ВАК, членом экспертного совета по здравоохранению Комитета по социальной политике Совета Федерации РФ, вице-президентом Российского артроскопического общества, членом технического комитета Международного общества артроскопии и хирургии коленного сустава, международным инструктором Международного общества травматологов-ортопедов АОTrauma, членом редколлегий журналов «Московский хирургический журнал», «Кафедра травматологии и ортопедии», «Раны и раневая инфекция», междисциплинарного журнала «Sporthealth» (США), ведущим экспертом и травматологом-ортопедом в ООО «УМВИТА».

## Награды
- Орден Пирогова (2024)[2].